# Rohr in Niederbayern
Rohr in Niederbayern é um município da Alemanha, localizado no distrito de Kelheim, no estado de Baviera.